# 波爾峰
46°30′33.9″N 9°23′3.2″E / 46.509417°N 9.384222°E

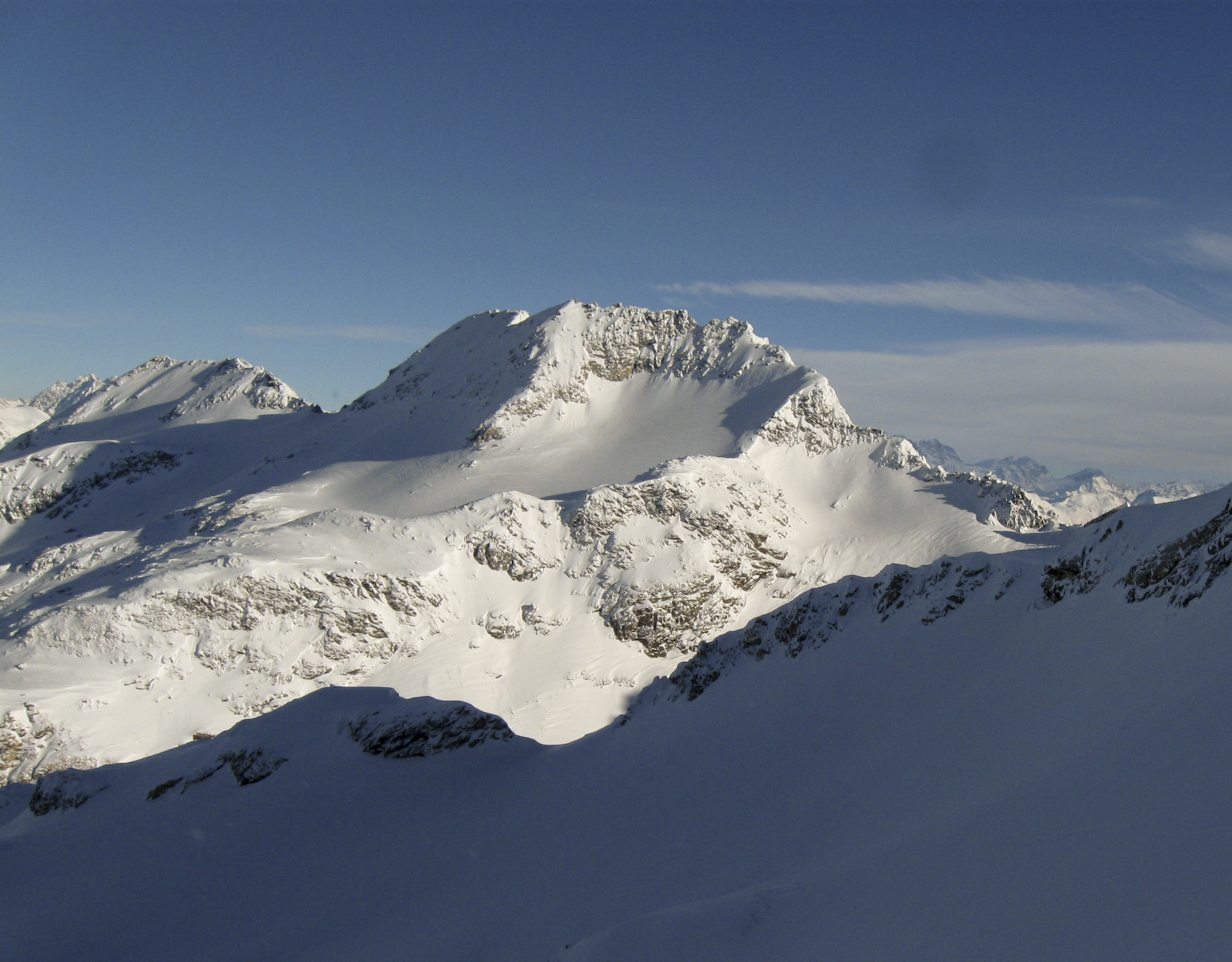

波爾峰（Piz Por），是瑞士的山峰，位於該國東南部，由格勞賓登州負責管轄，屬於上哈爾布施泰因阿爾卑斯山脈的一部分，海拔高度3,028米，每年平均降雨量1,851毫米。